# Georgij Zamtaradze
Georgij Tamazievič Zamtaradze (in russo Георгий Тамазиевич Замтарадзе?; Tjumen', 12 febbraio 1987) è un ex giocatore di calcio a 5 russo.

## Carriera
Cresciuto nel settore giovanile del Tjumen' fin dall'età di sei anni, ha debuttato nella nazionale russa nel 2012. Con la selezione russa ha partecipato a due edizioni della Coppa del Mondo – nella prima come riserva di Gustavo e nella seconda da titolare – e ad altrettanti campionati europei.

## Palmarès

### Competizioni nazionali
- Campionato russo: 3
Dinamo Mosca: 2015-16, 2016-17
KPRF Mosca: 2019-20
- Coppa della Russia: 1
Dinamo Mosca: 2014-15